# Ficus leiocarpa
Ficus leiocarpa là một loài thực vật có hoa trong họ Moraceae. Loài này được (Bureau) Warb. mô tả khoa học đầu tiên năm 1905.